# Sclerodisca hemiprasina
Sclerodisca hemiprasina är en fjärilsart som beskrevs av Diakonoff 1952. Sclerodisca hemiprasina ingår i släktet Sclerodisca och familjen vecklare. Inga underarter finns listade i Catalogue of Life.